# Quyền LGBT ở Puerto Rico
Quyền đồng tính nữ, đồng tính nam, song tính, chuyển giới ở Puerto Rico là lãnh thổ chưa hợp nhất của Hoa Kỳ có sự bảo vệ và quyền gần như giống như những người dị tính. Thảo luận và tranh luận công khai về các vấn đề khuynh hướng tình dục và bản dạng giới đã tăng lên, và một số thay đổi pháp lý đã được thực hiện. Những người ủng hộ và phản đối pháp luật bảo vệ quyền của người LGBT có thể được tìm thấy ở cả hai đảng chính trị lớn. Sự phản đối của công chúng vẫn tồn tại do phần lớn là do ảnh hưởng mạnh mẽ của Giáo hội Công giáo La Mã, cũng như những người Tin lành bảo thủ xã hội. Tình trạng của Puerto Rico là Hoa Kỳ thịnh vượng chung có ảnh hưởng lớn đến quyền lợi hợp pháp của công dân LGBT. Hôn nhân đồng giới đã được hợp pháp trong cộng đồng kể từ tháng 7 năm 2015, khi Tòa án tối cao Hoa Kỳ phán quyết trong trường hợp Obergefell v. Hodges rằng cấm kết hôn đồng giới là vi hiến.

## Liệu pháp chuyển đổi
Liệu pháp chuyển đổi có tác động tiêu cực đến cuộc sống của người LGBT và có thể dẫn đến lòng tự trọng thấp, trầm cảm và ý tưởng tự tử. Có một vài trường hợp trẻ vị thành niên được biết đến phải tuân theo các thực hành như vậy ở Puerto Rico. Giữa năm 2007 và 2008, một chàng trai đồng tính trẻ đã nhiều lần bị điện giật như là một phần của "phương pháp điều trị" để "chữa trị" đồng tính luyến ái của anh ta. Cuối cùng anh ta đã nhận được lệnh bắt giữ đối với cha mẹ mình, người đã buộc anh ta phải trải qua thực hành pseudosellectific.
Dự luật cấm sử dụng liệu pháp chuyển đổi đối với trẻ vị thành niên (Dự luật Thượng viện 1000) đã được giới thiệu cho Thượng viện Puerto Rico vào ngày 17 tháng 5 năm 2018, Ngày quốc tế chống lại chứng sợ đồng tính. Thượng viện đã phê chuẩn luật này từ 20 đến 7, với hai lần bỏ phiếu, vào ngày 7 tháng 3 năm 2019. Vào ngày 18 tháng 3 năm 2019, Hạ viện Puerto Rico đã chặn một cuộc bỏ phiếu về dự luật, bằng cách từ chối bỏ phiếu về dự luật hoặc tổ chức các phiên điều trần công khai cho những người sống sót sau trị liệu chuyển đổi. Người phát ngôn của Nhà, Gabriel Rodríguez Aguiló, nói trong một cuộc phỏng vấn rằng có rất ít bằng chứng thực tiễn được sử dụng rộng rãi ở Puerto Rico. Ngoài ra, các thành viên của Ngôi nhà nghĩ rằng định nghĩa về trị liệu chuyển đổi là quá rộng rãi và có thể bao gồm các loại trị liệu phục hồi chức năng khác, chẳng hạn như nghiện ma túy. Cùng ngày, Toàn quyền Ricardo Rosselló cho biết ông sẽ ban hành lệnh điều hành sẽ cấm liệu pháp chuyển đổi cho trẻ vị thành niên trong lãnh thổ. Vào ngày 27 tháng 3 năm 2019, Toàn quyền Ricardo Rosselló đã ban hành lệnh điều hành cấm liệu pháp chuyển đổi vị thành niên, có hiệu lực ngay lập tức. Các cơ quan lãnh thổ đã được cung cấp 90 ngày để ban hành lệnh mới.

## Bảng tóm tắt
| Hoạt động tình dục đồng giới hợp pháp                                                                                       | (Từ năm 2003)                                         |
| Độ tuổi đồng ý | (Từ năm 2004)                                         |
| Luật chống phân biệt đối xử trong việc làm                                                                                  | (Từ năm 2013)                                         |
| Luật chống phân biệt đối xử trong việc cung cấp hàng hóa và dịch vụ                                                         | No                                                    |
| Luật chống phân biệt đối xử trong tất cả các lĩnh vực khác (bao gồm phân biệt đối xử gián tiếp, ngôn từ kích động thù địch) | No                                                    |
| Luật tội ác căm thù bao gồm xu hướng tính dục và bản dạng giới                                                              | (Từ năm 2002)                                         |
| Hôn nhân đồng giới | (Từ năm 2015)                                         |
| Công nhận các cặp đồng giới                                                                                                 | (Có cho các mục đích bạo lực gia đình kể từ năm 2013) |
| Con nuôi của các cặp vợ chồng đồng giới                                                                                     | (Từ năm 2015)                                         |
| Con nuôi chung của các cặp đồng giới                                                                                        | (Từ năm 2015)                                         |
| Người đồng tính nam, đồng tính nữ và song tính được phép phục vụ công khai trong quân đội                                   | (Từ năm 2011)                                         |
| Người chuyển giới được phép phục vụ công khai trong quân đội                                                                | (Từ năm 2018)                                         |
| Truy cập IVF cho đồng tính nữ                                                                                               | Yes                                                   |
| Liệu pháp chuyển đổi bị cấm ở trẻ vị thành niên                                                                             | (Từ năm 2019)                                         |
| Luật chống bắt nạt LGBT trong trường học và cao đẳng                                                                        | No                                                    |
| Giáo dục giới tính trong trường học bao gồm xu hướng tính dục và bản dạng giới                                              | No                                                    |
| Quyền thay đổi giới tính hợp pháp                                                                                           | (Từ năm 2018)                                         |
| Tùy chọn giới tính thứ ba trong tài liệu                                                                                    | (Từ năm 2025)                                         |
| Mang thai hộ thương mại cho các cặp đồng tính nam                                                                           | No                                                    |
| NQHN được phép hiến máu | / (Thời gian trì hoãn 1 năm kể từ năm 2015)           |